# L'Armée Clandestine
L'Armée Clandestine je bila paravojaška organizacija, ki jo je ustanovila Centralna obveščevalna agencija (CIA), natančneje njen Oddelek za specialne aktivnosti v Laosu.
Ta organizacija je delovala med tajno vojno (1962-1975) in jo je sestavljajo več kot 30.000 pripadnikov. Samo vojsko je vodil laoški general Vang Pao, medtem ko je v Laosu bilo stalno prisotnih med 40 in 50 operativnih častnikov Oddelka za specialne aktivnosti, ki so usmerjali delovanje, skrbeli za urjenje in oskrbo,...